# Ödsby och Tvärlandsböle Elektriska Förening
Ödsby och Tvärlandsböle Elektriska Förening bildades den 22 april 1922 av medlemmar från byarna Ödsbyn och Tvärlandsböle. Föreningen byggde sommaren år 1922 ett vattenkraftverk för elproduktion. Spänningen var 220 V DC (likspänning) och installerad effekt var 33 hk (22 kW). Kraftverket är beläget öster om sjön Ödsbysjön i byn Ödsbyn.
Det var alltså inte möjligt att ansluta elektriska apparater som innehöll transformator, eftersom likström inte går att transformera i vanliga transformatorer. Radioapparater kunde användas endast om de var anpassade för likspänning. Om en radio anpassad för växelspänning ändå, av misstag, anslöts så blev det alltför stor ström i transformatorn och den blev överhettad och förstörd.
Den person som hade hand om skötsel av kraftverket erhöll fri elektricitet hela året. I skötseln ingick smörjning, oljepåfyllning och översyn så att allt fungerade. Intaget för vatten kunde ibland behöva rensas. Det var också nödvändigt att reglera vattenförsörjningen och ställa in varvtalsregulatorn så att det motsvarade aktuellt effektbehov. Det kunde bli många besök per dag för detta. Tidigt varje morgon skulle varvtalet höjas när elförbrukningen ökade. Mitt på dagen måste även utföras kontroll samt översyn. I skymningen behövdes mera elektricitet när lamporna tändes. Sent på kvällen skulle samma procedur upprepas som på morgonen, men tvärtom. Vår och höst var den största elförbrukningen vid vedkapning och tröskning. Den som skulle använda extra mycket elström måste säga till i förväg så att den som skötte driften kunde dra på mera elkraft (släppa på mera vatten). För att hålla ordning på detta fanns en trätavla med hål dit man kunde sätta en pinne för detta. Om tiderna inte stämde med den som begärt mera elkraft kunde kraftstationen gå på högvarv så hela huset skakade innan varvtalet sänktes.
Elmätare användes inte på den tiden. Det togs betalt efter antal ljuspunkter (antal glödlampor). För elmotorer som användes vid vedkapning och tröskning togs betalt för den tid de användes. Elmotorer anslöts med långa stänger som hade speciellt utformade hakar av kopparplåt som hängdes direkt på luftledningarna. Inne i gårdarna var det monterat med isolerade trådar. Isoleringen bestod av gummi och en väv som var lätt att skala av, och därmed farlig att vidröra. Trots den bristande säkerheten inträffade aldrig någon olycka.
Före byggandet av kraftverket togs en kvarn och en stampbyggnad bort. Kvarnen såldes.
Kraftverket var i drift fram till i slutet av 1965. Beslutet om nedläggning togs vid ett möte den 19 september 1963, på grund av kraftverkets dåliga skick. Efter nedläggning av kraftverket tog Anundsjö Elektriska Distributionsförening över distributionen av elektricitet.
Rester av byggnaden finns fortfarande kvar i år (2006).